# Iaz de decantare

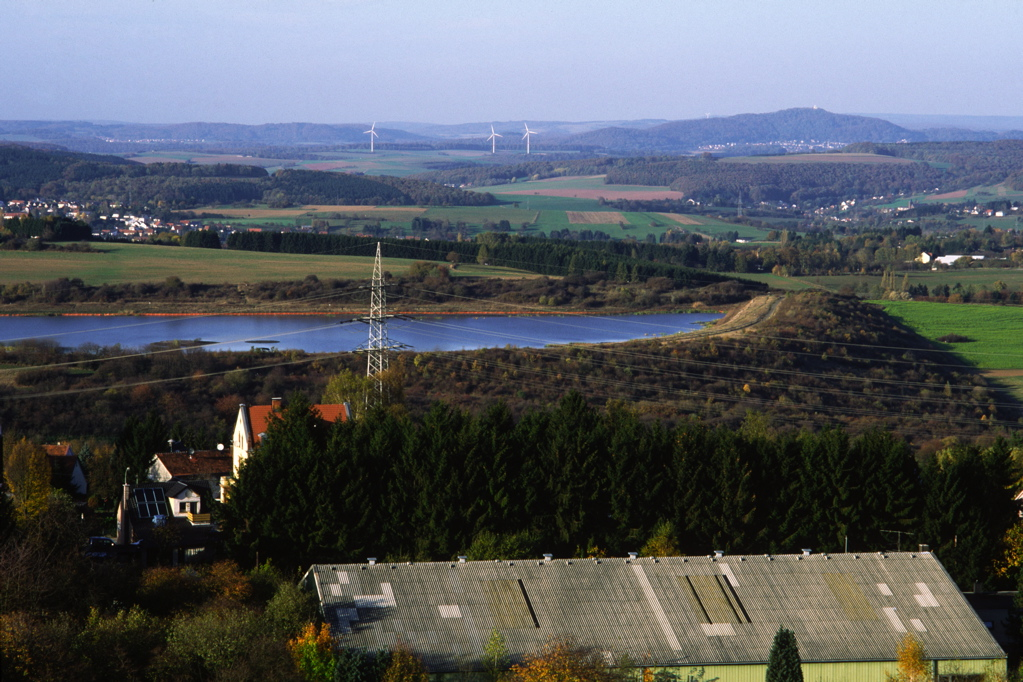
Iazul de decantare Göttelborn, din Germania

Iaz de decantare se numește o acumulare de apă, realizată cu un baraj sau prin diguri de contur, în scopul reținerii deșeurilor menajere și/sau industriale, lichide sau solide, depuse subacvatic. De asemenea, iazul de decantare se poate realiza în scopul reținerii sedimentelor transportate în canalizarea apelor meteorice. 

## Componente
Un iaz de decantare, indiferent de tip, are trei componente principale:
- barajul sau digurile de contur, care delimitează volumul în care au loc depunerile și respectiv suprafața pe care se produce decantarea hidromasei;
- sistemul de distribuție a hidromasei în iaz, prin care se descarcă amestecul de steril și apă, în conformitate cu regimul de exploatare;
- sistemul de colectare și evacuare a apelor, care cuprinde atât construcțiile și instalațiile de colectare a apei limpezite și de dirijare a acesteia spre emisar sau spre sistemele de recirculare, cât și construcțiile de deviere a apelor afluente către iaz și de descărcare din iaz a apelor mari provenite din precipitații sau din scurgerea de suprafață.

## Efectele asupra mediului înconjurător
Efectele negative generate asupra mediului înconjurător cauzate de construirea și exploatarea iazurilor de decantare pot fi sintetizate după cum urmează:
- impact vizual neplăcut;
- distrugerea și ocuparea unor mari suprafețe de teren pentru o perioadă foarte lungă de timp;
- poluarea apelor de la suprafață sau din subteran cu elemente chimice dizolvate sau cu suspensii de particule solide antrenate din diguri de către apele de ploaie sau de infiltrații;
- poluarea aerului cu gaze rezultate din mineralele conținute în iazuri sau produse prin oxidarea și arderea acestora;
- distrugeri materiale și de vieți omenești datorită pierderii stabilității și deversării conținutului peste terenuri agricole și localități.

Ruperea barajului unui iaz de decantare poate produce pierderea necontrolată a conținutului acumulat, aflat sub formă lichidă sau semisolidă (nămoluri, șlamuri, suspensii), cu efecte negative deosebit de importante asupra mediului social, economic și/sau natural ca, de exemplu, cazul din Baia Mare, din anul 2000.
În scopul reducerii impactului depozitelor de deșeuri asupra mediului și sănătății umane, în România există obligativitatea încadrării în peisaj a depozitului prin amenajări pentru reducerea impactului vizual. Aceasta se realizează prin plantarea unei perdele vegetale de protecție și prin înierbarea cu plante ierboase – graminee - și plantarea unor specii rezistente la poluanți pe suprafețele acoperite ale depozitului care au ajuns la cota finală.

## Iazurile de decantare în industria minieră
În industria minieră, iazurile de decantare servesc la depozitarea în amestec de apă a produselor neutilizabile (steril) provenite din procesul de extracție.
În iazul de decantare, sterilele de procesare pot fi descărcate numai după ce au trecut prin procedura de denocivizare a sterilelor.
În majoritatea cazurilor, apele provenite din mine sunt refulate în iazurile de decantare ale uzinelor de preparare, unde se face epurarea acestora. Uzinele de preparare preiau apa tehnologică din râurile cele mai apropiate printr-o priză de apă situată în amontele uzinei. Apele uzate rezultate în urma procesului de preparare a minereurilor sunt refulate prin pompare în iazuri de decantare, iar de aici, după limpezire, ajung din nou în emisar.
Depozitarea și stocarea în stare uscată a produselor provenite din industria minieră se face în halde.